# Danielle Rowley
Danielle Rowley (née le 25 février 1990) est une femme politique du Parti travailliste écossais qui est députée de Midlothian de 2017 à 2019. Elle est membre du cabinet fantôme de Jeremy Corbyn comme ministre fantôme de la justice climatique et des emplois verts de juin 2019 à décembre 2019, quand elle perd son siège face à Owen Thompson du parti national écossais.

## Jeunesse et éducation
Danielle Rowley est née le 25 février 1990  et grandit dans un logement social  à Dalkeith. Son père est l'homme politique du Parti travailliste écossais Alex Rowley et sa mère  est syndicaliste. Ses deux grands-pères sont des militants du Parti travailliste et des mineurs. Elle fait ses études au lycée de Dalkeith  et est diplômée de l'Université Napier d'Édimbourg avec un diplôme en journalisme en 2014. Rowley soutient le fait que l'Écosse continue de faire partie du Royaume-Uni lors du référendum sur l'indépendance de l'Écosse de 2014 et travaille comme directeur des médias de circonscription de l'ancien premier ministre Gordon Brown pendant la campagne.
Avant son élection au parlement, Rowley travaille comme responsable des campagnes et des relations publiques pour l'ONG de logement Shelter Scotland et est également membre du Parlement écossais de la jeunesse.

## Carrière parlementaire
Rowley est sélectionnée en avril 2017 comme candidate du Parti travailliste, pour la circonscription de Midlothian lors des élections générales anticipées qui ont eu lieu le 8 juin . Elle est élue députée de la circonscription avec une majorité de 885 voix sur le député du Parti national écossais Owen Thompson. Rowley est la première femme députée à représenter Midlothian. Dans son premier discours à la Chambre des communes en juillet 2017, elle déclare qu'elle se battrait pour réduire le besoin de banques alimentaires dans sa circonscription . Peu de temps après son élection, Rowley est nommée Secrétaire parlementaire privé de la Secrétaire d'État des Affaires étrangères du cabinet fantôme Emily Thornberry. Elle siège au comité spécial des affaires écossaises de septembre 2017 à novembre 2019 .
Elle dirige la campagne pour la direction du Parti travailliste écossais de Richard Leonard (en) en 2017, qui devient chef du Parti travailliste écossais, à la suite du départ de Kezia Dugdale .
Rowley soutient le maintien du Royaume-Uni au sein de l'Union européenne lors du référendum d'adhésion du Royaume-Uni à l'UE en 2016. Lors des votes indicatifs du 27 mars 2019, elle vote pour un référendum sur un accord de retrait du Brexit, pour la Norvège plus et pour une union douanière avec l'UE.
Le 21 juin 2019, Rowley est nommée ministre fantôme de la justice climatique et des emplois verts, un nouveau poste .
Rowley perd son siège au profit du candidat du parti national écossais Owen Thompson aux élections générales de 2019 au Royaume-Uni à une majorité de 5705 voix. Thompson avait déjà occupé le siège de 2015 à 2017.
Au cours de l'élection à la direction du Parti travailliste de 2020, Rowley gère la campagne infructueuse d'Emily Thornberry.

## Vie privée
Rowley a un trouble d'hyperactivité avec déficit de l'attention. En janvier 2021, elle donne naissance à un fils, Ronan.